# Realisme (internationale betrekkingen)
Het realisme is een onderzoekstraditie in de theorie van de internationale betrekkingen. De term realisme komt van het Duitse woord realpolitik. De term realisme of politiek realisme omvat een grote variatie aan theorieën en gedachten omtrent de internationale betrekkingen. Het realisme staat bekend als een stroming dat een pessimistisch denkbeeld heeft. Er is geen sprake van vooruitgangsgeloof. Oorspronkelijk was het dan ook een reactie op het idealisme van na de Eerste Wereldoorlog. Macht, conflict en oorlog staan centraal in het realisme. Moraal en recht zijn enkel een gevolg van macht.
Er kan een onderscheid gemaakt worden tussen klassiek realisme en neo- of structureel realisme. Beide gaan uit van negen basisaannames:
- Er heerst een anarchie in de politiek, dus zonder opperste autoriteit. Dit houdt in dat er geen algeheel gezag is.
- Een voortdurende competitie hoort ook bij deze anarchie. (zero-sum: wat ik win, verlies jij). Staten moeten dan ook handelen door middel van zelfhulp (self-help): handelen uit eigenbelang, ter bescherming van zichzelf.
- De staat is de voornaamste actor. De realistische onderzoekstraditie ontkent of minimaliseert het belang – niet het bestaan - van individuen, internationale organisaties, transnationale actoren, internationale ondernemingen, etc. Deze staat is unitair (biljartbal-model) en rationeel (ze streeft bewust het eigenbelang na).
- De staat heeft in haar buitenlands beleid als belangrijkste taak het behartigen van haar belangen en de verdediging van haar bevolking.
- Staten zijn niet gelijk. Er is sprake van een machtshiërarchie tussen staten met traditioneel een onderscheid tussen grootmachten en kleine machten.
- De nationale veiligheid en de overleving van de staat staan volgen het realisme centraal. Alles is ondergeschikt aan de doelstelling om te overleven.
- De staat is essentieel voor het welzijn van de burgers. De staat beschermt het territorium, de bevolking en een aan de bevolking eigen levenswijze.
- Het nationale belang is doorslaggevend voor de sturing en evaluatie van het buitenlands beleid.
- Andere landen zijn nooit voor 100% te vertrouwen, daar elke natie haar eigen nationaal belang nastreeft. Dit impliceert dat internationale overeenkomsten steeds een voorlopig karakter hebben.

De hierboven opgesomde aannames worden door realisten beschouwd als duurzame kenmerken van de internationale politiek.

## Geschiedenis van het realisme
Het realisme als dusdanig ontstond in de jaren 1930 als een reactie op het idealisme van de jaren 1920 in de internationale politiek. Het klassiek realisme, vertegenwoordigd door Hans Morgenthau, floreerde tijdens de jaren dertig en de Tweede Wereldoorlog. Tijdens de jaren 1960 en 1970 – de Koude Oorlogperiode, werd het klassiek-realisme uitgedaagd door het neoliberalisme, waarop het neorealisme (of structureel realisme), voorgestaan door Kenneth Waltz, zich ontwikkelde.

## Internationale regimes en organisaties volgens het realisme
Volgens het realisme is samenwerking nooit vrijwillig. De geïnstitutionaliseerde hegemonie wordt slechts bevestigd (NAVO, Warschaupact, GATT, Wereldbank, IMF), ze zijn een reflectie van de nationale belangen van machtige staten. Ook wordt opgemerkt dat internationale verdragen zelden gebroken worden. Deze verdragen werden volgens het realisme telkens uit eigenbelang ondertekend. Meestal ging men enkel akkoord met verdragen waar men zich eigenlijk toch al aan hield.

## Moraal en publieke opinie volgens realisme
- moraal: mensenrechten en democratie dienen als legitimering voor interventies
- publieke opinie: dient ook als legitimering en kan gemanipuleerd en misleid worden

## Kritiek op het realisme
- Is macht een doel of een gevolg?
- Naast militaire en economische zou er ook aandacht moeten zijn voor ideologische macht (bijvoorbeeld de paus)
- Militaire hegemonie is nog geen commerciële hegemonie
- statische theorie: niet emancipatief, maar conservatief
- macro-theorie: verklaringskracht klein voor beslissingsprocessen (micro-niveau) of kleinere staten.
- Liberalisme: binnenlandse politiek en belangengroepen hebben ook een rol.
- theorie van de democratische vrede: een democratie gedraagt zich anders dan een dictatuur.
- Heeft het streven naar winst vaak geen voorrang op het streven naar macht?
- Institutionalisme: informatie en/of gemeenschappelijke belangen kunnen een oplossing bieden voor het veiligheidsdilemma.
- Marxisme: niet staten maar kapitalistische klasse stuurt.
- Constructivisme: Anarchy is what states make of it.

### Moderne realistische politici/denkers
- Henry Kissinger
- Zbigniew Brzeziński
- Brent Scowcroft